# 너는 별에서 왔어
너는 별에서 왔어(인도네시아어: Kau yang Berasal dari Bintang)는 인도네시아 RCTI 방송에서 방영한 드라마이다. 2014년 4월 28일부터 4월 30일까지 방영한 이후에 한동안 방영하지 않다가 6월 4일부터 7월 16일까지 방영하였다.

## 표절 논란
SBS <별에서 온 그대>의 '리메이크' 버전이라 하여 화제를 모았으나, 알고보니 수출 계약을 맺지도 않고 만든 단순 복사본이라 하여 SBS에서 대응 방안을 모색하기도 했다. 이 때문에 표절 논란이 가중되었으며, 결국 4월 30일 3회를 끝으로 중단되었다. 그러나 합의 후 6월 4일부터 방영이 시작됐으며, 7월 16일 종영되었다.

## 등장 인물
인도네시아의 인기 가수 모르간 우이(Morgan Oey), 배우 니키타 윌리(Nikita Willy; 드라마에서는 Vania)가 주 역할을 맡았으며, 그 밖에 여러 인물들이 출연했다.